# Danh sách tập phim Digimon Tamers
Digimon Tamers là phim hoạt hình Nhật Bản sản xuất bởi Toei Animation Phim có tổng cộng 51 tập. Phim được phát sóng trên Fuji Television từ ngày 1 tháng 4 năm 2001 đến 31 tháng 3 năm 2002. Phim của đạo diễn Kaizawa Yukio và sản xuất bởi Seki Hiromi và Kimura Kyotaru. Câu chuyện đa phần xảy ra ở ngay chính thế giới thực của chúng ta, nơi các Digimon được thịnh hành trên những phương tiện giải trí cũng như truyền thông như trò chơi điện tử, bộ sưu tập thẻ và anime, đặc biệt là hai series anime trước là Adventure và 02. Một nhóm bạn nhỏ là những người nghiện trò chơi thẻ Digimon đã vượt qua mọi rào cản về công nghệ và mạng lưới thông tin để hiện thực hóa các Digimon đồng hành của mình do chính mình tạo ra. Đa phần bối cảnh đều ở quận Shinjuku, Tokyo, một số chuyển qua thế giới kỹ thuật số nhưng không đáng kể.
Ca khúc mở đầu chính series là "The Biggest Dreamer" của Wada Kouji. Bài "My Tomorrow" của Maeda Ai được chọn làm bài hát kết thúc 23 tập đầu, còn 28 tập còn lại là bài "Days ~Aijou to Nichijou~" (Days~愛情と日常~ Days ~Aijō to Nichijō~). Nhạc lồng trong phim gồm sáu bài: "SLASH!!" của Oota Michihiko, "EVO" của Wild Child Bound, "One Vision" của Takayoshi Tanimoto, "3 Primary Colors" của Tsumura Makoto, Orikasa Fumiko và Yamaguchi Mayumi, "Kaze" (風) của Wada Kouji và "Starting Point" của Wada Kouji, Maeda Ai và Oota Michihiko.

## Tổng quan
| Mùa | Mùa | Số tập | Số tập | Phát sóng gốc      | Phát sóng gốc       |
| Mùa | Mùa | Số tập | Số tập | Phát sóng lần đầu  | Phát sóng lần cuối  |
| --- | --- | ------ | ------ | ------------------ | ------------------- |
|     | 3   | 51     | 51     | 1 tháng 4 năm 2001 | 31 tháng 3 năm 2002 |

## Danh sách tập
| STT tập phim | Tên tập phim | Ngày phát sóng gốc   |
| --- | --- | -------------------- |
| | |                      |
| 1 | "Guilmon ra đời! Digimon do tôi tạo ra" "Girumon Tanjou! Boku no Kangaeta Dejimon" (ギルモン誕生！ 僕の考えたデジモン)                                                            | 1 tháng 4 năm 2001   |
| Culumon lần lượt bị Maildramon và DarkTyranomon truy đuổi đến mức phải gây chiến và hậu quả là Culumon bị bay ra ngoài thế giới thực do vụ nổ từ trận chiến gây ra. Thực ra trận chiến đó chỉ là cuộc đấu thẻ bài Digimon của hai cậu bé cuồng Digimon là Takato và Hirokazu. Khi đang cất các thẻ bài của mình, Takato thấy một chiếc thẻ màu xanh lam nên cậu đã lấy nó quét vào máy đọc thẻ bài nhưng vô tình làm hỏng nó. Tan giờ học, Takato lấy máy ra và nó đã biến thành một thiết bị kì lạ màu đỏ nên đem về nhà quét thử thông tin về Digimon do cậu nghĩ ra gọi là Guilmon từ những trang sổ tay của mình và rồi một quả trứng Digi xuất hiện trong thiết bị này. Nửa đêm, Takato chứng chiến cuộc chiến đấu của một Digimon Tamer khác. Hôm sau, cậu kể lại cho Hirokazu và Kenta nhưng cả hai không tin. Takato nhìn vào thiết bị thì thấy quả trứng đã nở và phát tín hiệu định vị để cậu tìm đến Digimon của mình. Takato tìm theo tín hiệu đó mà đi vào một công trường bỏ hoang, tại đó cậu tìm thấy Guilmon do mình tạo ra đã thật sự xuất hiện bằng xương bằng thịt. | |                      |
| 2 | "Cậu là bạn của tớ. Terriermon xuất hiện!" "Kimi wa Boku no Tomodachi Teriamon Toujou!" (君はぼくのともだち テリアモン登場！)                                                     | 8 tháng 4 năm 2001   |
| Takato bí mật đưa Guilmon về nhà và nhận mình là một Digimon Tamers của Guilmon. Nửa đêm, Takato bị đánh thức vì tiếng gầm gừ kì lạ của Guilmon khi nó hướng về phía bên ngoài cửa sổ mà cậu không hề biết đó là dấu hiệu của sự xuất hiện một Digimon, cùng lúc một Digimon Tamers tên Ruki cho Digimon đồng hành của mình là Renamon đánh bại Digimon đó. Sáng hôm sau, Takato đưa Guilmon về chỗ công trường cũ mà để nó lại cùng bánh mì mà cậu mang từ nhà theo để đến trường. Thế nhưng, Guilmon mò được đến trường học của Takato và gây náo loạn cả trường nên cậu phải bỏ lớp để đi tìm Guilmon. Một Digimon Tamers khác là Jen biết được mọi chuyện nên đã tìm Takato khi cậu có dấu hiệu lạ và biết cậu cũng là một Tamers. Takato bị Digimon của Jen là Terriermon chọc cậu làm cho khóc rồi chạy lên trên sân thượng và tìm thấy Guilmon. Sau giò học, Takato dẫn Guilmon ra công viên để tìm chỗ ở cho nó nhưng bị Ruki chặn đường và đòi Guilmon phải chiến đấu với Renamon.                                                                                             | |                      |
| 3 | "Renamon đại chiến Guilmon! Chiến đấu là cuộc sống của Digimon" "Renamon tai Girumon! Tatakai koso ga Dejimon no Inochi" (レナモン対ギルモン！ 戦いこそがデジモンの命)            | 15 tháng 4 năm 2000  |
| Ruki nhận ra Takato cũng là Tamers như mình nên cô buộc Renamon chiến đấu với Guilmon mặc cho cậu ngăn không cho nó xảy ra cho đến khi Jen xuất hiện can ngăn. Đến chiều, Jen và Takato tìm được căn nhà kho bỏ hoang trong công viên và cả hai quyết định chọn nơi đó làm căn cứ riêng, đồng thời làm chỗ ẩn cư cho Guilmon đồng nghĩa với việc mỗi ngày cậu phải mang bánh mì từ nhà đến cho Guilmon ăn. Hôm sau, Takato, Hirokazu và Kenta bàn nhau đăng ký thi đấu thẻ bài Digimon rồi cậu vô tình nhận ra Ruki chính là quán quân giải đấu năm ngoái và được biết đến với tên gọi là Digimon Queen. Tan học, Takato dẫn Guimon ra ngoài nhưng lại chạm trán với Ruki lần nữa, cũng thế Jen xuất hiện can ngăn mỗi khi trận chiến này xảy ra. Terriermon chay vào giữa Guilmon và Renamon khiến Renamon tấn công lạc vào một chiếc ôtô, lúc này Terriermon tiến hóa lên thể trưởng thành là Galgomon, tấn công một cách mất kiểm soát rồi tấn công thẳng vào Ruki thay vì Renamon nhưng may mắn là Guilmon đẩy Galgomon ra một bên.                                                 | |                      |
| 4 | "Bài kiểm tra của Tamer! Đánh bại Gorimon!" "Teimā no Shiren! Gorimon wo Taose!" (テイマーの試練！ ゴリモンを倒せ！)                                                              | 22 tháng 4 năm 2001  |
| 5 | "Culu Culu! Chơi cùng Culumon!" "Kurukkurūn! Kurumon to Asobo!" (くるっくるーん！ クルモンと遊ぼ！)                                                                               | 29 tháng 4 năm 2001  |
| 6 | "Ý nghĩa của bạn đồng hành. Renamon tiến hóa!" "Pātonā no Imi Renamon Shinka!" (パートナーの意味 レナモン進化！)                                                                  | 6 tháng 5 năm 2001   |
| 7 | "Guilmon gặp nguy! Chuyến phiêu lưu trong thành phố" "Girumon ga Abunai! Boku no Machi no Bouken" (ギルモンが危ない！ ぼくの町の冒険)                                             | 13 tháng 5 năm 2001  |
| 8 | "Guilmon tiến hóa! Cuộc đại chiến quyết liệt ở Tây Shinjuku" "Girumon Shinka! Nishi-Shinjuku Daikessen" (ギルモン進化！ 西新宿大決戦)                                             | 20 tháng 5 năm 2001  |
| 9 | "Hãy trở lại thành Guilmon! Rắc rối của Growmon" "Girumon ni Modotte! Guraumon Soudou" (ギルモンに戻って！ グラウモン騒動)                                                        | 27 tháng 5 năm 2001  |
| 10 | "Renamon là bạn! Sự hoài nghi của Ruki" "Renamon wa Tomodachi! Ruki no Mayoi" (レナモンは友達！ 留姫の迷い)                                                                       | 3 tháng 6 năm 2001   |
| 11 | "Cầu vượt Shinjiku. Trận đấu 1 phút 30 giây!" "Shinjuku Ōgādo Ippun Sanjūbyou no Taiketsu!" (新宿大ガード １分３０秒の対決！)                                                     | 10 tháng 6 năm 2001  |
| 12 | "Sự bất hòa của Ruki và Renamon!" "Ruki to Renamon Kizuna no Kiki!" (留姫とレナモン きずなの危機！)                                                                               | 17 tháng 6 năm 2001  |
| 13 | "Điềm chẳng lành! Lệnh bắt giữ Digimon" "Dejimon Hokaku Shirei! Wazawai no Yokan" (デジモン捕獲指令！ 災いの予感)                                                                 | 24 tháng 6 năm 2001  |
| 14 | "Đứng lên Tamer! MegaloGrowmon, siêu tiến hóa" "Teimā yo Tate! Megaroguraumon Choushinka" (テイマーよ立て！ メガログラウモン超進化)                                               | 1 tháng 7 năm 2001   |
| 15 | "Rắn khổng lồ xuất hiện! Náo loạn trên tuyến Oedo" "Kyodai Hebi Shutsugen! Ooedo Sendai Panikku" (巨大ヘビ出現！大江戸線大パニック)                                               | 8 tháng 7 năm 2001   |
| 16 | "Bảo vệ ánh sáng của thành phố! Chuyến du lịch nguy hiểm của Digimon" "Machi no Tomoshibi o Mamore! Digimon Tachino Kiken na Kyanpu" (街の灯を守れ！デジモンたちの危険なキャンプ) | 22 tháng 7 năm 2001  |
| 17 | "Truy tìm Thẻ Lam! Rapidmon, tốc độ ánh sáng" "Burūkādo o Oe! Rapiddomon Denkousekka" (ブルーカードを追え！ ラピッドモン電光石火)                                                 | 29 tháng 7 năm 2001  |
| 18 | "Tiến hóa hoàn mỹ! Nhảy múa dưới ánh trăng, Taomon" "Utsukushi ki Shinka! Gekkou ni Mau Taomon" (美しき進化!月光に舞うタオモン)                                                   | 5 tháng 8 năm 2001   |
| 19 | "Ta muốn trở nên mạnh mẽ! Vùng dậy đi! Impmon" "Tsuyoku Naritai! Hai aga re Inpumon" (強くなりたい！ 這い上がれインプモン)                                                        | 12 tháng 8 năm 2001  |
| 20 | "Đây là Át chủ bài! Thẻ xanh của tình bạn" "Kirifuda Hakoreda! Yuujou no Burūkādo" (切り札はコレだ！ 友情のブルーカード)                                                          | 19 tháng 8 năm 2001  |
| 21 | "Bạn đồng hành của Juri?! Leomon của tôi" "Juri no Pātonā!? Watashi no Reomon-sama" (樹里のパートナー!? 私のレオモン様)                                                           | 26 tháng 8 năm 2001  |
| 22 | "Vikaralamon xuất hiện. Bảo vệ thành phố của chúng ta!" "Vikarāramon Tōjō Boku-tachi no Machi o Mamore!" (ヴィカラーラモン登場 僕たちの街を守れ！)                                | 2 tháng 9 năm 2001   |
| 23 | "Digimon tấn công! Tiến lên đối đầu với cơn gió" "Dejimon Soushutsugeki! Kaze ni Mukatte Susume" (デジモン総出撃！ 風に向かって進め)                                              | 9 tháng 9 năm 2001   |
| 24 | "Ngày lên đường đến thế giới kỹ thuật số" "Dejitaru Wārudo e… Tabidachi no Hi" (デジタルワールドへ・・・旅立ちの日)                                                               | 16 tháng 9 năm 2001  |
| 25 | "Đến thế giới kỹ thuật số! Hẹn gặp lại quê nhà" "Dejitaru Wārudo Totsunyū! Saraba Boku-tachi no Machi" (デジタルワールド突入！ さらば僕たちの街)                                  | 23 tháng 9 năm 20001 |
| 26 | "Thế giới nhỏ bé! Jijimon và Babamon ở thung lũng gió" "Shōsekai! Kaze no Tsuyoi Tani no Jijimon Babamon" (小世界！ 風の強い谷のジジモン・ババモン)                               | 30 tháng 9 năm 2001  |
| 27 | "Impmon tiến hóa! Sự kinh hoàng từ Ma Vương Beelzebumon" "Inpumon Shinka! Maō Beruzebumon no Senritsu" (インプモン進化！ 魔王ベルゼブモンの戦慄)                                  | 7 tháng 10 năm 2001  |
| 28 | "Bạn hay thù? Tamer huyền thoại Akiyama Ryo" "Teki ka Migata ka!? Densetsu no Teimā Akiyama Ryou" (敵か味方か！？ 伝説のテイマー秋山リョウ)                                       | 14 tháng 10 năm 2001 |
| 29 | "Đây là lâu đài ma ám! Cuộc đào tẩu ngoạn mục của Culumon" "Koko wa Yūrei no Shiro! Mayoeru Kurumon Daidasshutsu" (ここは幽霊の城！ 迷えるクルモン大脱出)                         | 21 tháng 10 năm 2001 |
| 30 | "Tin nhắn khẩn từ Thế giới kỹ thuật số, Culumon là..." "Dejitaru Wārudo kara Kinkyūrenraku Kurumon ga..." (デジタルワールドから緊急連絡 クルモンが・・・)                         | 28 tháng 10 năm 2001 |
| 31 | "Tình bạn của Guardromon. Tớ có thể chiến đấu, Tamer Hirokazu" "Gādoromon to no Yūjō! Boku mo Tatakau Teimā Hirokazu" (ガードロモンとの友情！ 僕も戦うテイマーヒロカズ)           | 4 tháng 11 năm 2001  |
| 32 | "Bí ẩn về sự ra đời của Guilmon! Khu đáy biển bí ẩn" "Girumon Tanjou no Nazo! Shinbinaru no Wōtā Supēsu" (ギルモン誕生の謎！ 神秘なる水の宇宙)                                    | 11 tháng 11 năm 2001 |
| 33 | "Terriermon ở đâu? Shiuchon đến Thế giới kỹ thuật số" "Teriamon wa doko! Shiuchon Dejitaru Wārudo he" (テリアモンはどこ！ 小春デジタルワールドへ)                                 | 18 tháng 11 năm 2001 |
| 34 | "Trái tim vị tha của quân tử. Leomon hi sinh!" "Kokoroyasashiki Yūsha Reomon Shisu!" (心優しき勇者 レオモン死す！)                                                                | 25 tháng 11 năm 2001 |
| 35 | "Tên ta là Dukemon! Thể Cùng cực đích thực" "Sono Na wa Dyūkumon! Shinnaru Kyūkyoku Shinka" (その名はデュークモン！ 真なる究極進化)                                               | 2 tháng 12 năm 2001  |
| 36 | "Trận đánh quyết định! Dukemon đại chiến Beelzebumon" "Kessen! Dyūkumon Tai Beruzebumon" (決戦!デュークモン対ベルゼブモン)                                                        | 9 tháng 12 năm 2001  |
| 37 | "Trận đánh với Zhuqiamon! SaintGalgomon, tiến hóa cùng cực" "Taiketsu Sūtsēmon! Sentogarugomon Kyūkyoku Shinka" (対決スーツェーモン ! セントガルゴモン究極進化)                   | 16 tháng 12 năm 2001 |
| 38 | "Kẻ thù thật sự bắt đầu xuất hiện! Trận chiến Tứ Linh Thú" "Ugoki-dashita Shin no Teki! Shiseijū no Tatakai" (動き出した真の敵 ! 四聖獣の戦い)                                    | 23 tháng 12 năm 2001 |
| 39 | "Vũ điệu hoa thể Cùng cực! Sakuyamon tiến hóa" "Maichiru Kyūkyoku no Hana! Sakuyamon Shinka" (舞い散る究極の花!サクヤモン進化)                                                    | 30 tháng 12 năm 2001 |
| 40 | "Hào quang tiến hóa. Shining Evolution" "Shinka no Kagayaki Shainingu Eboryūshon" (進化の輝き シャイニング・エボリューション)                                                     | 6 tháng 1 năm 2002   |
| 41 | "Trở về Thế giới thực!" "Kikan Riaru Wārudo e!" (帰還 リアル・ワールドへ!) | 13 tháng 1 năm 2002  |
| 42 | "D-Reaper tấn công thành phố" "De Rīpā ni Osowareta Machi" (デ・リーパーに襲われた街)                                                                                             | 20 tháng 1 năm 2002  |
| 43 | "Khi trái tim hòa làm một. Beelzebumon tái sinh" "Tsunagaru Kokoro Fukkatsu no Beruzebumon" (つながる心 復活のベルゼブモン)                                                       | 27 tháng 1 năm 2002  |
| 44 | "Cô gái bí ẩn! Mang đến sự mầu nhiệm, Dobermon" "Nazo no Shoujo! Kiseki wo Hakobu Dōberumon" (謎の少女！ 奇跡を運ぶドーベルモン)                                                  | 3 tháng 2 năm 2002   |
| 45 | "Tấn công D-Reaper. Tiến sâu vào kẻ thù!" "De Rīpā ni Tachimukae Zōn Totsunyū!" (デ・リーパーに立ち向かえ ゾーン突入！)                                                           | 17 tháng 2 năm 2002  |
| 46 | "Chiến binh thể Cùng cực. Justimon xuất hiện!" "Sawayakana Kyūkyoku Senshi Jasutimon Kenzan!" (爽やかな究極戦士 ジャスティモン見参！)                                             | 24 tháng 2 năm 2002  |
| 47 | "Cứu nguy cho Dukemon! Grani cất cánh" "Dyūkumon wo Sukue! Gurani Kinkyūhasshin" (デュークモンを救え！ グラニ緊急発進)                                                            | 3 tháng 3 năm 2002   |
| 48 | "Sức mạnh bảo vệ Juri. Cú đấm của Beelzebumon" "Juri wo Mamoru Chikara Beruzebumon no Ken!" (樹莉を守る力 ベルゼブモンの拳！)                                                     | 17 tháng 3 năm 2002  |
| 49 | "Thành phố bị phá hủy! Mong ước của Culumon" "Shuto Kaimetsu! Kurumon no Negai" (首都壊滅！ クルモンの願い)                                                                       | 17 tháng 3 năm 2002  |
| 50 | "Kị sĩ rực đỏ Dukemon. Hãy cứu lấy người mình yêu!" "Shinku no Kishi Dyūkumon Aisurumono-tachi wo Sukue!" (真紅の騎士デュークモン 愛するものたちを救え！)                         | 24 tháng 3 năm 2002  |
| 51 | "Khát vọng tạo nên sức mạnh, con đường dẫn đến tương lai" "Yumemiru Chikara koso Bokutachi no Mirai" (夢見る力こそ 僕たちの未来)                                                  | 31 tháng 3 năm 2002  |